# Campeonato Mundial de Ciclismo de Montanha

O Campeonato Mundial de Ciclismo de Montanha é a competição de ciclismo de montanha mais importante a nível mundial. É organizado anualmente desde 1990 pela União Ciclista Internacional (UCI).
A França é a nação dominadora neste desporto, com 58 títulos mundiais e 148 medalhas ao todo. Segue-lhe a Suíça com 29 títulos e 78 medalhas. O terceiro lugar ocupa-o a Espanha com 26 títulos e 62 medalhas, que se conseguiram principalmente nas provas de campo através e de trials.

## Disciplinas
As disciplinas nas que se compete nestes campeonatos são:
- Descida (DH) – masculino e feminino
- Campo através (XC) – masculino, feminino e relevo misto
- Campo através para 4 (4X) – masculino e feminino

Anteriormente também se incluíam provas de:
- Campo através por eliminação (XCE) – masculino e feminino (disciplina incluída no programa entre os anos 2012 e 2016, a partir de 2017 passou a disputar-se no Campeonato Mundial de Ciclismo Urbano).
- Trials (TRI) – masculino 20″, masculino 26″ e feminino 20″/26″ (disciplina incluída no programa entre os anos 2000 e 2016, anteriormente disputavam-se as competições por separado no Campeonato Mundial de Trials e posteriormente no Campeonato Mundial de Ciclismo Urbano).

## Edições
| No.    | Ano  | Sede                         | País               |
| ------ | ---- | ---------------------------- | ------------------ |
| I      | 1990 | Durango                      | Estados Unidos     |
| II     | 1991 | Barga                        | Itália             |
| III    | 1992 | Bromont                      | Canadá             |
| IV     | 1993 | Métabief                     | França             |
| V      | 1994 | Vail                         | Estados Unidos     |
| VI     | 1995 | Kirchzarten                  | Áustria            |
| VII    | 1996 | Cairns                       | Austrália          |
| VIII   | 1997 | Château-d'Œx                 | Suíça              |
| IX     | 1998 | Mont-Sainte-Anne             | Canadá             |
| X      | 1999 | Åre                          | Suécia             |
| XI     | 2000 | Serra Nevada                 | Espanha            |
| XII    | 2001 | Vail                         | Estados Unidos     |
| XIII   | 2002 | Kaprun                       | Áustria            |
| XIV    | 2003 | Lugano                       | Suíça              |
| XV     | 2004 | Les Gets                     | França             |
| XVI    | 2005 | Livigno                      | Itália             |
| XVII   | 2006 | Rotorua                      | Nova Zelândia      |
| XVIII  | 2007 | Fort William                 | Reino Unido        |
| XIX    | 2008 | Val di Sole                  | Itália             |
| XX     | 2009 | Camberra                     | Austrália          |
| XXI    | 2010 | Mont-Sainte-Anne             | Canadá             |
| XXII   | 2011 | Champéry                     | França             |
| XXIII  | 2012 | Leogang / Saalfelden         | Áustria            |
| XXIV   | 2013 | Pietermaritzburg             | África do Sul      |
| XXV    | 2014 | Hafjell / Lillehammer        | Noruega            |
| XXVI   | 2015 | Vallnord                     | Andorra            |
| XXVII  | 2016 | Nové Město Val di Sole       | Chéquia · Itália   |
| XXVIII | 2017 | Cairns Val di Sole           | Austrália · Itália |
| XXIX   | 2018 | Lenzerheide Val di Sole      | Suíça · Itália     |
| XXX    | 2019 | Mont-Sainte-Anne Val di Sole | Canadá · Itália    |
| XXXI   | 2020 | Albstadt Leogang             | Alemanha · Áustria |
| XXXII  | 2021 | Val di Sole                  | Itália             |
| XXXIII | 2022 | Les Gets                     | França             |
| XXXIV  | 2023 | Glasgow                      | Reino Unido        |
| XXXV   | 2024 | Vallnord                     | Andorra            |

1. ↑  As competições de campo através realizaram-se em Nové Město, o resto de competições em Val di Sole.
2. 1 2 3  As competições de campo através para quatro realizaram-se em Val di Sole.
3. ↑  As competições de campo através realizar-se-ão em Albstadt, o resto em Leogang.

## Medalheiro histórico
- Actualizado a Mont-Sainte-Anne/Val di Sole de 2019 (inclui as medalhas das competições de trials realizadas entre 2000 e 2016).

| 1  | França         | 64  | 50  | 46  | 160 |
| 2  | Suíça          | 33  | 31  | 20  | 84  |
| 3  | Espanha        | 26  | 15  | 21  | 62  |
| 4  | Estados Unidos | 22  | 19  | 32  | 73  |
| 5  | Reino Unido    | 13  | 23  | 9   | 45  |
| 6  | Canadá         | 12  | 10  | 11  | 33  |
| 7  | Austrália      | 11  | 11  | 15  | 37  |
| 8  | Chéquia        | 8   | 10  | 10  | 28  |
| 9  | Itália         | 8   | 5   | 15  | 28  |
| 10 | Bélgica        | 6   | 4   | 12  | 22  |
| 11 | Dinamarca      | 5   | 4   | 3   | 12  |
| 12 | Alemanha       | 4   | 18  | 10  | 32  |
| 13 | Noruega        | 4   | 5   | 1   | 10  |
| 14 | Polónia        | 3   | 8   | 4   | 15  |
| 15 | Países Baixos  | 3   | 4   | 8   | 15  |
| 16 | África do Sul  | 3   | 4   | 4   | 11  |
| 17 | Suécia         | 3   | 2   | 2   | 7   |
| 18 | Rússia         | 2   | 4   | 2   | 8   |
| 19 | Áustria        | 2   | 2   | 3   | 7   |
| 19 | Eslováquia     | 2   | 2   | 3   | 7   |
| 21 | Nova Zelândia  | 1   | 1   | 1   | 3   |
| 22 | Eslovênia      | 1   | 1   | 0   | 2   |
| 23 | Finlândia      | 0   | 2   | 1   | 3   |
| 23 | Japão          | 0   | 1   | 0   | 1   |
| 25 | Argentina      | 0   | 0   | 1   | 1   |
| 25 | China          | 0   | 0   | 1   | 1   |
| 25 | Ucrânia        | 0   | 0   | 1   | 1   |
|    | TOTAL          | 236 | 236 | 236 | 708 |